# Летен театър (Бургас)
Летният театър е разположен в Приморския парк (Морската градина) в Бургас.
Театърът е открит през 1957 година и е публична общинска собственост. Предназначен е за провеждане на разнообразна културна дейност. Провеждани са традиционни прояви като Бургаски музикални празници – Емил Чакъров, Международния фолклорен фестивал, Националния конкурс за забавна песен – Бургас и морето (фестивал). Там гостуват бургаските културни институти, осъществяват се мероприятия на организации, сдружения и фондации, провеждат се концерти.
Летният театър разполага с:
- покрита сцена, която покрива нуждите на всички технически изисквания на мероприятия от различен характер – сценична механизация с 10 броя автоматични чиги, галерии за допълнително осветление, голяма авансцена, осветителни кули, осветителен мост;
- зрителна зала с капацитет 2150 седящи места, разположени театрално, както и възможност за правостоящи, добра акустика;
- оборудвана база от гримьорни, фоайета, помещение за подготовка и реализация на мероприятията;
- технически условия, гарантиращи осъществяването на кинопрожекции, телевизионни заснемания и директни излъчвания без ограничение.